# 埃真西 (密蘇里州)
埃真西（英語：Agency）是位於美國密蘇里州布坎南縣的村。

## 人口
根據2020年美國人口普查的數據，埃真西的面積為9.67平方千米，當中陸地面積為9.54平方千米，而水域面積為0.13平方千米。當地共有人口671人，而人口密度為每平方千米69人。